# Boulevard de Paris (Marseille)
Pour les articles homonymes, voir Boulevard de Paris.
Le boulevard de Paris est une voie marseillaise située dans les 2e et 3e arrondissements de Marseille. 

## Situation et accès
Il traverse en ligne droite les quartiers d'Arenc, de la Joliette et de La Villette.
Le boulevard de Paris se trouve à proximité de la station Désirée Clary située sur la ligne  du métro de Marseille et de la gare d'Arenc-Euroméditerranée desservie par le TER ainsi que par les lignes    du tramway. Il est aussi desservi par la ligne   sur toute sa longueur en direction du centre Bourse.
À proximité, on trouve également le Dock des Suds et l'Hôpital européen de Marseille.

## Origine du nom
Le boulevard doit son nom à la ville de Paris car son extrémité nord pointait en direction de Paris.

## Historique
Cette voie qui s'appelait auparavant « chemin du Lazaret » est classé dans la voirie de Marseille le 7 juillet 1859.